# Ferit
Ferit (prema lat. ferrum: željezo) je naziv za alfa-željezo, alotropsku modifikaciju željeza stabilnu do 911 °C, također strukturni sastojak tehničkoga željeza i čelika u obliku čvrste otopine malih količina ugljika u alfa-željezu. Ferit je naziv za intersticijsku čvrstu otopinu (ugljik se otapa u čvrstom željezu jer su njegovi atomi puno manji) ugljika u alfa-željezu (α-Fe) s volumno centriranom kubičnom kristalnom strukturom. Maksimalna topivost ugljika u α-Fe je 0,025 % kod 723 ºC i samo 0,008 % na sobnoj temperaturi. To je najmekša faza u dijagramu stanja (fazni dijagram) željezo – ugljik. Ferit je kristalna struktura koja daje čeliku magnetska svojstva; to je klasičan primjer feromagnetičnog materijala. Ferit ima vlačnu čvrstoću 280 N/mm2 i tvrdoću oko 80 HB (tvrdoća po Brinellu). Istezljivost ferita je do 35%.

## Čisto željezo
Kada otopimo čisto željezo, a zatim ga dovoljno sporo hladimo, on se počinje skrućivati na temperaturi od 1538 °C i stvara volumno centriranu kubičnu kristalnu strukturu, koju nazivamo delta-željezo (δ-Fe), sve do temperature od 1392 °C. Ispod temperature od 1392 °C željezo počinje mijenjati kristalnu strukturu u plošno centriranu kubičnu kristalnu rešetku. Željezo s takvom kristalnom rešetkom se naziva gama-željezo ili austenit (γ-Fe). Austenit je postojan sve do 911 °C, kada ponovo mijenja kristalnu strukturu. Na temperaturi od 911 °C nastaje ferit ili α-Fe (γ-Fe). Do temperature od 768 °C ili Curiejeve temperature ova modifikacija željeza je nemagnetična (i nekad pogrešno nazvana beta-željezo ili β-Fe). Ispod ove temperature α-Fe postaje magnetično. Navedena pojava vezana je uz promjenu unutrašnje energije, električne vodljivosti itd.
Temperature pretvorbe jednog alotropskog oblika željeza u drugi jako ovisi o brzini promjene temperature. Pri ravnotežnom ili stabilnom (dovoljno sporom) ohlađivanju i zagrijavanju pretvorbe su pri istim temperaturama. Pri neravnotežnom (brzom) ili metastabilnom ohlađivanju i zagrijavanju postoje odstupanja od ravnoteže i to: pri zagrijavanju su odstupanja su prema višim vrijednostima temperaturama, a pri ohlađivanju prema nižima. Odstupanje je razmjerno brzini promjene temperature i naziva se temperaturna histereza temperatura pretvorbi.

## Čelik
Čelik je legura željeza i ugljika, s manje od 2,06 % ugljika, uz prisutne pratioce (silicij, mangan) i nečistoće (fosfor, sumpor i druge) i eventualni dodatak jednog ili više legirnih elemenata.

### Eutektoidni čelik
Eutektoidni čelik je čelik s 0,8% ugljika (masenih udjela), a naziva se i perlit. Perlit se sastoji od 88% ferita i 12% cementita (Fe3C). Eutektoidni čelik ili perlit ima u uvjetima polaganog hlađenja perlitnu mikrostrukturu, koja se sastoji od naizmjenično raspoređenih lamela ferita i cementita. Lamele ferita su oko sedam puta deblje od lamela cementita i mogu se vidjeti samo kod većeg povećanja optičkog mikroskopa.

### Podeutektoidni čelik
Polagano hlađenje podeutektoidnog čelika s 0,4% C (masenih udjela) karakterizira sljedeće:
- na temperaturi iznad 800 °C čelik ima austenitnu mikrostrukturu.
- na temperaturi malo iznad 723 °C mikrostruktura čelika sastoji se od ferita s 0,025 % C i austenita eutektoidnog sastava s 0,8 % C. Ferita ima 51,6% i austenita ima 48,4%.
- na temperaturi ispod 723 °C austenit eutektoidnog sastava raspada se u perlit, pa se mikrostruktura sastoji od 51,6 % ferita (proeutektoidnog) i 48,4 % perlita. Ferita ima 94,4% i cementita ima 5,6%. Na osnovi ovih podataka može se zaključiti sljedeće: 94,4 % ferita sastoji se od 51,6 % proeutektoidnog ferita i 42,8 % eutektoidnog ferita, a 48,4 % perlita sastoji se od 42,8 % eutektoidnog ferita i 5,6 % cementita (Fe3C).

Kada se podeutektoidni čelik hladi polako ispod 911 °C dolazi do precipitacije ferita na granicama austenitnog zrna. Ako je hlađenje brže ili su zrna austenita veoma velika,  ferit koji je kristalografski orijentiran kao i austenit, više neće precipitirati na granicama austenitnog zrna kao ekviaksijalna zrnca, već u obliku iglica ili pločica, pa nastaje tzv. Widmanstattenova struktura ili Widmanstättenove figure.

### Nadeutektoidni čelik
Polagano hlađenje nadeutektoidnog čelika s 1,2% C (masenih udjela) karakterizira sljedeće:
- na temperaturi iznad 840 °C čelik ima austenitnu mikrostrukturu.
- na temperaturi malo iznad 723 °C mikrostruktura se sastoji od austenita i sekundarnog cementita, koji se izlučuje na granicama austenitnog zrna. Austenita ima 93,2% i cementita ima 6,8%.
- na temperaturi malo ispod 723 °C austenit eutektoidnog sastava raspada se u perlit, pa se mikrostruktura čelika sastoji od 93,2 % perlita i 6,8 % proeutektoidnog cementita. Ferita ima 82,3% i cementita ima 17,7%. Na osnovi toga može se zaključiti sljedeće: 93,2 % perlita sastoji se od 82,3 % ferita i 10,9 % cementita (Fe3C), a 17,7 % cementita sastoji se od 10,9 % eutektoidnog cementita i 6,8 % proeutektoidnog cementita.

## Brzina hlađenja čelika
Ako se čelik hladi s povećanom brzinom nedostatno je vrijeme za završetak procesa difuzije; ili ovaj proces ne započinje, zbog pada temperature na onu vrijednost kod koje je difuzija "beskonačno" spora. To se često događa u proizvodnji, gdje zbog ubrzanog hlađenja fazni preobražaji nastupaju pri nižim temperaturama od ravnotežnih ili do njih uopće ne dolazi. Mikrostruktura takvog čelika razlikuje se od one koju daje ravnotežni dijagram stanja, tim više što je veća brzina hlađenja, a ovisi još o sastavu legure i temperaturi zaustavljanja brzog hlađenja.
Utjecaj brzine hlađenja na temperature faznih prijelaza odnosno na raspad austenita kod jednog podeutektoidnog čelika s 0,45% C (maseni udjel) prikazan je na slici. Kod malih brzina hlađenja (< 50 ºC/s) linije Ar3 i Ar1 su značajno udaljene. Ispod linije Ar3 izlučuje se proeutektoidni ferit, a kod Ar1 preostali austenit pretvara se u perlit.
S povećanjem brzine hlađenja u ovom području izdvaja se sve manje ferita. Kod brzine hlađenja od 50 °C/s dolazi do spajanja dviju linija u jednu točku, jer se više ne izdvaja proeutektoidni ferit, već nastaje samo finolamelarni perlit. Struktura nastalog perlita tako je fino heterogena, da pod mikroskopom malog povećanja izgleda homogena i različita od strukture perlita. Taj strukturni sastojak čelika dobio je svojevremeno naziv sorbit, prema engleskom metalurgu Henry Clifton Sorbyu, koji se danas više ne upotrebljava.
Daljnjim porastom brzine hlađenja smanjuje se temperatura Ar1. Kod brzine hlađenja od 250 °C/s dolazi do nagle promjene mikrostrukture: pored perlita koji nastaje kod 600 °C (Ar') pojavljuje se novi mikrostrukturni sastojak čelika martenzit kod 300 °C (Ms), koji je dobio naziv prema njemačkom metalurgu Adolfu Martensu. On nastaje kada se čelik austenitne strukture ohladi na određenu, dovoljno nisku temperaturu Ms (temperaturu početka stvaranja martenzita) brzinom hlađenja koja se naziva donja kritična brzina hlađenja. U mikrostrukturi takvog tzv. kaljenog čelika martenzit se javlja u obliku nakupina igličastih kristala, koji se sijeku pod određenim kutovima.
Kod martenzitne reakcije transformira se γ-faza s plošno centriranom kubičnom kristalnom rešetkom u α-fazu s bazno-centriranom tetragonskom rešetkom. Zbog velike brzine hlađenja i pada temperature brzina difuzije približava se praktički nuli, pa ugljik više nema mogućnosti da difundira kroz kristalnu rešetku ferita (α-Fe). Zbog viška atoma ugljika u prezasićenoj čvrstoj otopini kubična struktura α-Fe deformira se u tetragonsku. Tetragonska kristalna struktura martenzita zapravo je prezasićena čvrsta otopina ugljika u α-Fe. Nastala struktura ima određenu unutrašnju napetost, kojom se objašnjavaju visoka tvrdoća i otpornost martenzita prema nagrizanju s metalografskim reagensima.
Martenzitna transformacija ne nastaje procesom difuzije već spada u veoma brze, nedifuzijske procese. Temperatura početka stvaranja martenzita Ms ne ovisi o brzini hlađenja, već o sastavu legure, temperaturi s koje se čelik hladi (temperaturi kaljenja) i postupku kojem je čelik podvrgnut prije samog hlađenja. Ipak, da bi uopće mogao nastati martenzit mora biti dosegnuta i određena brzina hlađenja (donja kritična brzina hlađenja).
S porastom brzine hlađenja između donje i gornje kritične brzine ne mijenja se mikrostruktura čelika, već samo odnos između udjela perlita i martenzita. Pod mikroskopom relativno malog povećanja vide se tamne mrlja u obliku rozeta (tj. perlit koji se lako nagriza s metalografskim reagensima) uložene u svijetli martenzit, koji je otporan prema nagrizanju. Kako se fina lamelarna struktura perlita nije mogla vidjeti bez elektronskog mikroskopa ova mikrostruktura nazvana trostit, prema američkom metalurgu Geraldu Troostu opet je pogrešno proglašena novim strukturnim sastojkom čelika.
Iznad gornje kritične brzine hlađenja (od 600 °C/s) ne nastaje više perlit već se dobiva samo martenzit. Ako se čelik ohladi na temperaturu između A1 i A3 brzinom iznad kritične dobivaju se strukture koje pored martenzita (eventualno trostita) sadrže ferit, odnosno sekundarni cementit.
Kada se čelik hladi brzinom između gornje i donje kritične brzine hlađenja na nižim temperaturama (između temperature stvaranja perlita i martenzita) tada se dobiva struktura sastavljena od ferita i cementita, ali različita od perlita. To je struktura međustupnja ili međustruktura nazvana bainit, prema američkom metalurgu Edgaru Bainu, koja nije jako izražena kod nelegiranih čelika. Struktura bainita razlikuje se od strukture perlita, jer je brzina difuzije atoma ugljika na ovoj temperaturi tako mala da se atomi ugljika ne mogu pomicati na veće udaljenosti i stvoriti lamele cementita. Zbog toga se umjesto lamela ferita i cementita stvaraju samo lamele ferita na čijim granicama se izdvaja cementit u obliku sitnih, kuglastih čestica vidljivih samo pomoću elektronskog mikroskopa. Razlika u strukturi između perlita i bainita posljedica je razlike u procesima njihovog nastajanja.